# Arthur Loft
Arthur Loft (* 25. Mai 1897 in Denver, Colorado als Hans Peter Loft; † 1. Januar 1947 in Hollywood, Kalifornien) war ein US-amerikanischer Schauspieler.

## Leben und Karriere
Arthur Loft begann seine Schauspielkarriere beim Theater, unter anderem bei den Hale-Munier Players. Er machte 1932 sein Filmdebüt in Behind Jury Doors und spielte im Verlaufe der 1930er-Jahre vor allem in B-Filmen, erst ab Ende der Dekade war er vermehrt auch in A-Produktionen zu sehen. Der etwas korpulente, insgesamt durchschnittlich aussehende Charakterdarsteller spielte oft „kommandierend“ wirkende Nebenfiguren, unter anderem Geschäftsleute, Polizisten, Politiker oder Gangster. Unter Regie von Fritz Lang spielte er das cholerische Mordopfer in Gefährliche Begegnung aus dem Jahr 1944 und ein Jahr später einen Kunsthändler in Straße der Versuchung. Weitere Rollen hatte er unter anderem als ein unglücksseliger Zeitungsverleger mit deutlich jüngerer Geliebter im Film noir Der gläserne Schlüssel (1942), als Sheriff in dem Kriminalfilm Der schwarze Vorhang (1942), als Wehrmachtsgeneral Walter von Reichenau im Anti-Nazi-Propagandafilm The Hitler Gang (1944) und erneut in der Rolle eines Sheriffs in der Westernkomödie Der Vagabund von Texas (1945). Insgesamt umfasst seine Filmografie über 230 Filme in einem Zeitraum von 1932 bis 1947, wobei er in längst nicht allen Filmen einen Credit im Abspann erhielt.
Loft starb am Neujahrstag 1947 im Alter von 49 Jahren, über die Todesursache ist nichts bekannt. Er war mit einer Frau namens Daisy bis zu seinem Tod verheiratet. Loft ist auf dem Forest Lawn Memorial Park im kalifornischen Glendale beigesetzt.

## Filmografie (Auswahl)
- 1932: Behind Jury Doors
- 1933: Blood Money
- 1934: Alles Schwindel! (Bottoms Up)
- 1934: Wir senden Sonne (Stand Up and Cheer!)
- 1935: The Lone Wolf Returns
- 1936: You May Be Next!
- 1936: Der Gefangene der Haifischinsel (The Prisoner of Shark Island)
- 1936: The Rogues’ Tavern
- 1936: Postal Inspector
- 1936: Winterset
- 1937: It Happened in Hollywood
- 1937: The Game That Kills
- 1937: Paid to Dance
- 1937: The Shadow
- 1938: Who Killed Gail Preston?
- 1938: There’s Always a Woman
- 1938: Im Namen des Gesetzes (I Am the Law)
- 1938: The Lady Objects
- 1938: Charlie Chan in Honolulu
- 1939: Pacific Liner
- 1939: Der Frechdachs von Arizona (The Arizona Wildcat)
- 1939: Tanz auf dem Eis (The Ice Follies of 1939)
- 1939: Lasst uns leben (Let Us Live)
- 1939: Hell’s Kitchen
- 1939: Mr. Smith geht nach Washington (Mr. Smith Goes to Washington)
- 1939: Die wilden Zwanziger (The Roaring Twenties)
- 1939: Jesse James unter Verdacht (Days of Jesse James)
- 1940: The Green Hornet
- 1940: Teddy the Rough Rider (Kurzfilm)
- 1940: Goldschmuggel nach Virginia (Virginia City)
- 1940: The Saint Takes Over
- 1940: Colorado
- 1940: The Green Hornet Strikes Again!
- 1941: Die Rächer von Missouri (Bad Men of Missouri)
- 1941: Life Begins for Andy Hardy
- 1941: Das goldene Tor (Hold Back the Dawn)
- 1941: Flucht nach Texas (Texas)
- 1941: Du gehörst zu mir (You Belong to Me)
- 1941: Sprechstunde für Liebe (Appointment for Love)
- 1941: Sein letztes Kommando (They Died with Their Boots On)
- 1942: Fly-By-Night
- 1942: Der wilde Bill (Wild Bill Hickok Rides)
- 1942: Thema: Der Mann (The Male Animal)
- 1942: Her Cardboard Lover
- 1942: Die Narbenhand (This Gun for Hire)
- 1942: Liebling, zum Diktat (Take a Letter, Darling)
- 1942: Orchestra Wives
- 1942: Der gläserne Schlüssel (The Glass Key)
- 1942: Der schwarze Vorhang (Street of Chance)
- 1942: Gangsterfalle (Lucky Jordan)
- 1942: Star Spangled Rhythm
- 1943: Keine Zeit für Liebe (No Time for Love)
- 1943: Auch Henker sterben (Hangmen Also Die!)
- 1943: Botschafter in Moskau (Mission to Moscow)
- 1943: Dr. Gillespie’s Criminal Case
- 1943: Flicka (My Friend Flicka)
- 1943: Footlight Glamour
- 1943: Das zweite Gesicht (Flesh and Fantasy)
- 1943: Jack London
- 1943: Die Hölle von Oklahoma (In Old Oklahoma)
- 1943: To the People of the United States (Dokumentar-Kurzfilm)
- 1944: Stehplatz im Bett (Standing Room Only)
- 1944: Charlie Chan in the Secret Service
- 1944: Buffalo Bill, der weiße Indianer (Buffalo Bill)
- 1944: The Hitler Gang
- 1944: Wilson
- 1944: The Merry Monahans
- 1944: Gefährliche Begegnung (The Woman in the Window)
- 1944: Sturzflug ins Glück (Practically Yours)
- 1945: Rausch der Farben (It’s a Pleasure)
- 1945: Gauner und Gangster (Salty O’Rourke)
- 1945: Spionage in Fernost (Blood on the Sun)
- 1945: Der Vagabund von Texas (Along Came Jones)
- 1945: Incendiary Blonde
- 1945: Seine Frau ist meine Frau (Guest Wife)
- 1945: Onkel Harrys seltsame Affäre (The Strange Affair of Uncle Harry)
- 1945: Sing Your Way Home
- 1945: Der Weg nach Utopia (Road to Utopia)
- 1945: Straße der Versuchung (Scarlet Street)
- 1946: In Ketten um Kap Horn (Two Years Before the Mast)
- 1946: Mutterherz (To Each His Own)
- 1946: Der Held des Tages (The Kid from Brooklyn)
- 1946: Die blaue Dahlie (The Blue Dahlia)
- 1946: Der Mann aus Virginia (The Virginian)
- 1946: The Searching Wind
- 1946: Till the End of Time
- 1946: Der Jazzsänger (The Jolson Story)
- 1946: Blondie Knows Best
- 1947: Cigarette Girl